# Fas ligand
Fas ligand (FasL ili CD95L) je tip II transmembranski protein koji pripada  familiji. Njegovo vezivanje za  receptor indukuje apoptozu. Fas ligand/receptor interakcija igra važnu ulogu u regulaciji imunskog sistema i progresiji raka.

## Struktura
ligand je homotrimerni tip II transmembranski protein. On signalizira putem trimerizacije FasR, koji je lociran u membranama ciljnih ćelija. Ova trimerizacija obično dovodi do apoptoze, ili ćelijske smrti.
Rastvorni Fas ligand se generiše odvajanjem za membranu vezanog FasL na konzervisanom mestu odsecanja putem spoljašnje serin matriks metaloproteinaze MMP-7.

## Receptori
- :  receptor, ili CD95, je najintenzivnije studirani član familije receptora ćelijske smrti. Gen ovog receptora je lociran na ljudskom hromozomu 10 i hromozomu 19 kod miševa. Do sada je identifikovano osam splajsovanih varijanti, koje su translirane u sedam izoformi proteina. Mnoge od tih izoformi su retki haplotipi koji su obično vezani za stanje bolesti. Fas receptor koji indukuje apoptozu se naziva izoforma 1 i on je tip 1 transmembranski protein. On se sastoji od tri cistein-bogata pseudo-ponavljanja, transmembranskog domena, i intracelularnog domena smrti.
- : Mamac receptor 3 (DcR3) je nedavno otkriven receptor za superfamiliju Faktora nekroze tumora koji vezuje FasL, LIGHT, i TLA1. DcR3 je rastvoran receptor koji nema sposobnost prenosa signala (zato se naziva mamac). On funkcioniše tako što sprečava FasR-FasL interakciju putem kompetitivnog vezivanja za ligand koji je fiksiran na membrani, čime ga inaktivira.[2]

## Uloga u bolesti
Defektivna Fas posredovana apoptoza može da dovede do onkogeneze, kao i otpornosti postojećih tumora na lekove. Fas mutacije su bile vezane za autoimuni limfoproliferativni sindrom (ALPS).

## Interakcije
Za Fas ligand je bilo pokazano da interaguje sa FADD, , Kaspazom 8,  receptorom, , , , FNBP1 i .

## Literatura
- Choi C, Benveniste EN (2004). „Fas ligand/Fas system in the brain: regulator of immune and apoptotic responses.”. Brain Res. Brain Res. Rev. 44 (1): 65—81. PMID 14739003. doi:10.1016/j.brainresrev.2003.08.007.
- Tolstrup M; Ostergaard L; Laursen AL;  . (2004). „HIV/SIV escape from immune surveillance: focus on Nef.”. Curr. HIV Res. 2 (2): 141—51. PMID 15078178. doi:10.2174/1570162043484924.

## Spoljašnje veze
- Online Mendelovsko nasleđivanje kod čoveka (OMIM) 601859
- Fas+Ligand+Protein на 